# 勒勒莱克-凯吕翁
勒勒莱克-凯吕翁（法語：Le Relecq-Kerhuon，法語發音：[lə ʁəlɛk kɛʁyɔ̃]）是法国菲尼斯泰尔省的一个市镇，属于布雷斯特区。

## 地理
勒勒莱克-凯吕翁（48°24'31"N, 4°23'49"W）面积6.43 平方千米，位于法国布列塔尼大區菲尼斯泰尔省，该省份为法国最西部的省份，位于布列塔尼半岛西部，北西南三面环大西洋，东临阿摩尔滨海省和莫尔比昂省。
与勒勒莱克-凯吕翁接壤的市镇（或旧市镇、城区）包括：吉帕瓦。

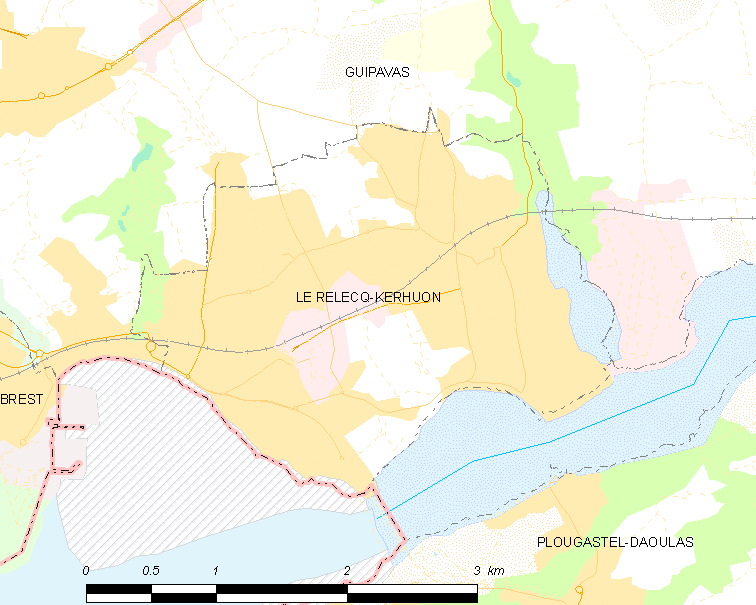
勒勒莱克-凯吕翁的OSM定位图

勒勒莱克-凯吕翁的时区为UTC+01:00、UTC+02:00（夏令时）。

## 行政
勒勒莱克-凯吕翁的邮政编码为29480，INSEE市镇编码为29235。

## 政治
勒勒莱克-凯吕翁所属的省级选区为吉帕瓦县。

## 人口

1962-2008年间勒勒莱克-凯吕翁人口变化图示

勒勒莱克-凯吕翁于2022年1月1日时的人口数量为11837人。